# 聖痕

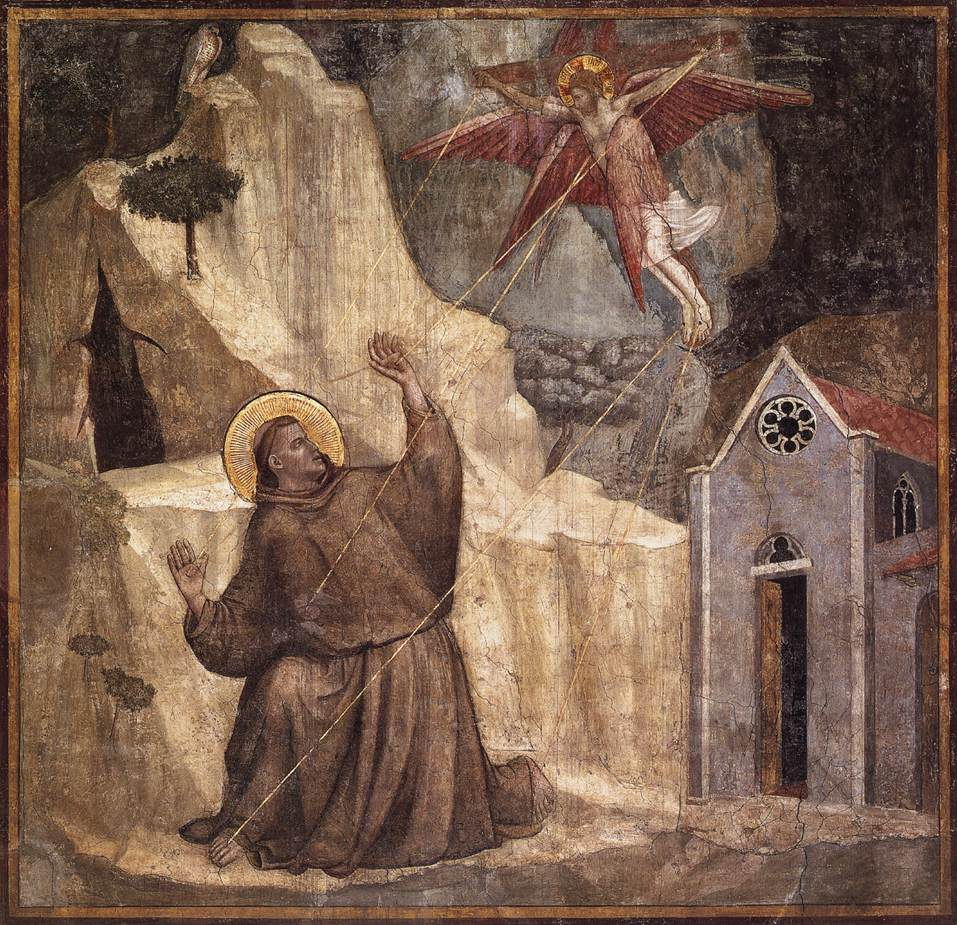
聖痕を受けるアッシジの聖フランチェスコ（ジョット）

聖痕（せいこん）は、イエス・キリストが磔刑となった際についたとされる傷、また何らかの科学的に説明できない力によって信者らの身体に現れるとされる類似の傷をいう。これらはスティグマータ（ラテン語: stigmata）とも呼ばれ、カトリック教会では奇跡の顕現と見なされている。
新約聖書のガラテヤの信徒への手紙6章17節において、聖パウロは聖痕を「イエスの焼印」と呼んでいる。聖痕は、キリストの受難において釘を打たれた左右の手足と、ロンギヌスの槍によって刺された脇腹の5箇所に現れるとするのが一般的であるが、キリストがかぶせられた荊冠に由来するとされる額の傷や、十字架を背負った際についたとされる背中の傷、血を含んだ涙や汗なども含まれる。
聖痕を得る際には、キリストや聖母マリア、天使の姿を幻視したり、その声を聞いたりするとされる。傷には出血や激しい痛みをともなう。傷口から芳香を発することがある。アッシジのフランチェスコをはじめ、ドミニコ会のシエナのカタリナなど、聖人に列せられた修道士や修道女たちにこのような聖痕が現れた例が伝えられている。2002年に列聖されたカプチン会のピオ神父も聖痕があったことで知られる。
聖痕現象は磔刑がキリストの図像として成立した13世紀から報告されており、とりわけ宗教的な恍惚状態（法悦）にある女性に多く見られる。キリストの受難に対してきわめて強い共感を抱いて自己同一化する精神状態との関連が指摘されている。報告例には、調査の結果、自傷行為による捏造が明らかになったケースもある。
解剖学的な実験では、手のひらに釘を打ったとは考えにくく、手首に打ったとする説が現れた。これにより、今まで手のひらに多かった聖痕が、手首に多く現れることが報告されている。脳の思い込みが人体に影響するという解釈も存在している（「非科学的超常現象を解明せよ!」聖痕）。

## 註
1. ↑  Poulain, A. (1912年). “Mystical Stigmata” (英語). The Catholic Encyclopedia from New Advent.   Robert Appleton Company, New York. 2008年8月29日閲覧。